# America’s Best Dance Crew
America’s Best Dance Crew ist eine US-amerikanische Fernsehshow, in der sogenannte Street Dance Crews gegeneinander antreten. Die Show wurde von American-Idol-Jurymitglied Randy Jackson auf MTV in den Vereinigten Staaten und auf MuchMusic/MuchMusique in Kanada produziert und präsentiert.
Die Sendung wurde nach der siebten Staffel aufgrund sinkender Einschaltquoten eingestellt.

## Moderation und Jury
Die Show wurde vom ehemaligen Jungschauspieler Mario Lopez, bekannt aus der Sitcom California Highschool und Layla Kayleigh moderiert. Die Jury bestand aus der Rapperin Lil Mama, dem ehemaligen *NSYNC-Mitglied JC Chasez, und dem Hip-Hop-Choreographen Shane Sparks. Aufgrund einer Haftstrafe wurde Sparks als Jurymitglied entlassen und in der fünften Staffel durch Omarion ersetzt. Ab der sechsten Staffel war D-Trix (Dominic Sandoval), der die dritte Staffel der Serie mit Quest Crew gewann, das dritte feste Jurymitglied.

## Zusammenfassung
| Staffel | Gewinner      | Andere Gruppen (in der Reihenfolge ihrer Platzierung)                                                                       | Jurymitglieder                  |
| 1       | JabbaWockeeZ  | Status Quo, Kaba Modern, Breaksk8, Fysh N Chicks, Live In Color, ICONic, Femme 5, Enigma Dance Kru                          | JC Chasez Lil Mama Shane Sparks |
| 2       | Super Cr3w    | SoReal Cru, Fanny Pak, Boogie Bots, Supreme Soul, A.S.I.I.D., Phresh Select, Xtreme Dance Force, Sass x7, Distorted X       | JC Chasez Lil Mama Shane Sparks |
| 3       | Quest Crew    | Beat Freaks, Fly Khicks, Strikers All-Stars, Dynamic Edition, Ringmasters, Team Millennia, Boxcuttuhz, G.O.P. Dance         | JC Chasez Lil Mama Shane Sparks |
| 4       | We Are Heroes | AfroBoriké, Massive Monkees, Rhythm City, Vogue Evolution, Beat Ya Feet Kings, Southern Movement, Artistry In Motion, Fr3sh | JC Chasez Lil Mama Shane Sparks |
| 5       | Poreotics     | Blueprint Cru, Hype 5-0, Jungle Boogie, Saltare, Heavy Impact, Static Noyze, Royal Flush, Swagger Crew                      | JC Chasez Lil Mama Omarion      |
| 6       | I.aM.mE       | ICONic Boyz, Phunk Phenomenon, Street Kingdom, Instant Noodles, 787 Crew, FootworKINGz, Jag6ed, Eclectic Gentlemen          | JC Chasez Lil Mama D-Trix       |
| 7       | Elektrolytes  | 8 Flavahz, Mos Wanted Crew, Rated Next Generation, Fanny Pak, Collizion Crew, Stepboys, Funkdation, Irratik, Mix'd Elements | JC Chasez Lil Mama D-Trix       |